# Frostpunk
Frostpunk és un videojoc de construcció de ciutats ambientat a l'Anglaterra victoriana, on s'ha d'aconseguir sobreviure a un hivern volcànic. Desenvolupat i publicat per la companyia 11 bit studio, per a Microsoft Windows i, la distribució va començar el 24 d'abril del 2018 i en 66 hores va vendre 250.000 còpies, rebent bones crítiques. El 13 de febrer del 2019, després de diferents actualitzacions afegint contingut, es va llançar el joc per a macOS.

## Argument
El joc està ambientat en un segle xix alternatiu on diferents erupcions volcàniques i altres factors desconeguts han desencadenat una època glacial. Per sobreviure, al nord d'Anglaterra, s'han instal·lat uns enormes generadors de calor alimentats per les reserves de carbó de la zona. L'objectiu del jugador serà edificar al voltant d'aquesta font de calor, equilibrant l'economia i aconseguint crear un entorn on els supervivents puguin resistir el fred.
Actualment hi ha 3 escenaris base i un altre d'addicional afegit com a DLC gratuït. Cada episodi està basat en diferents situacions i tenen històries completament diferents.

### A New Home
A New Home, una nova llar en català, és la missió principal. El jugador és el líder d'un grup d'exploradors que ha fugit de la fam i el fred de Londres. L'expedició se suposa que s'ha d'establir vora les enormes reserves de carbó del nord però una part del grup se separa. Vagant per l'erm frígid, el grup descobreix un dels gegants generadors de calor dins d'un cràter, a refugi del fred, i s'hi estableixen. El jugador s'ha d'encarregar de mantenir l'esperança minvant del grup, que a través de l'exploració descobreix que una ciutat similar anomenada Winterhome ha caigut presa del fred. Per aconseguir sobreviure s'hauran de prendre decisions difícils i al final de l'escenari s'haurà de fer front a una tempesta colossal.

### The Arks
En el segon escenari, les arques en català, el jugador dirigeix un grup de científics d'Oxford i Cambridge. Aquests erudits són responsables d'establir i mantenir una ciutat autònoma que funcioni com a dipòsit de llavors i plantes d'arreu del món fins que s'acabi la glaciació. Aquesta ciutat s'ubica a dins d'una escletxa al gel i l'objectiu és que funcioni mitjançant enormes robots, anomenats automatons. En aquest escenari, el problema apareixerà quan es trobi una ciutat veïna, New Manchester, al marge del col·lapse. Amb recursos limitats, s'haurà d'escollir entre ajudar-los o prioritzar la preservació de les llavors.

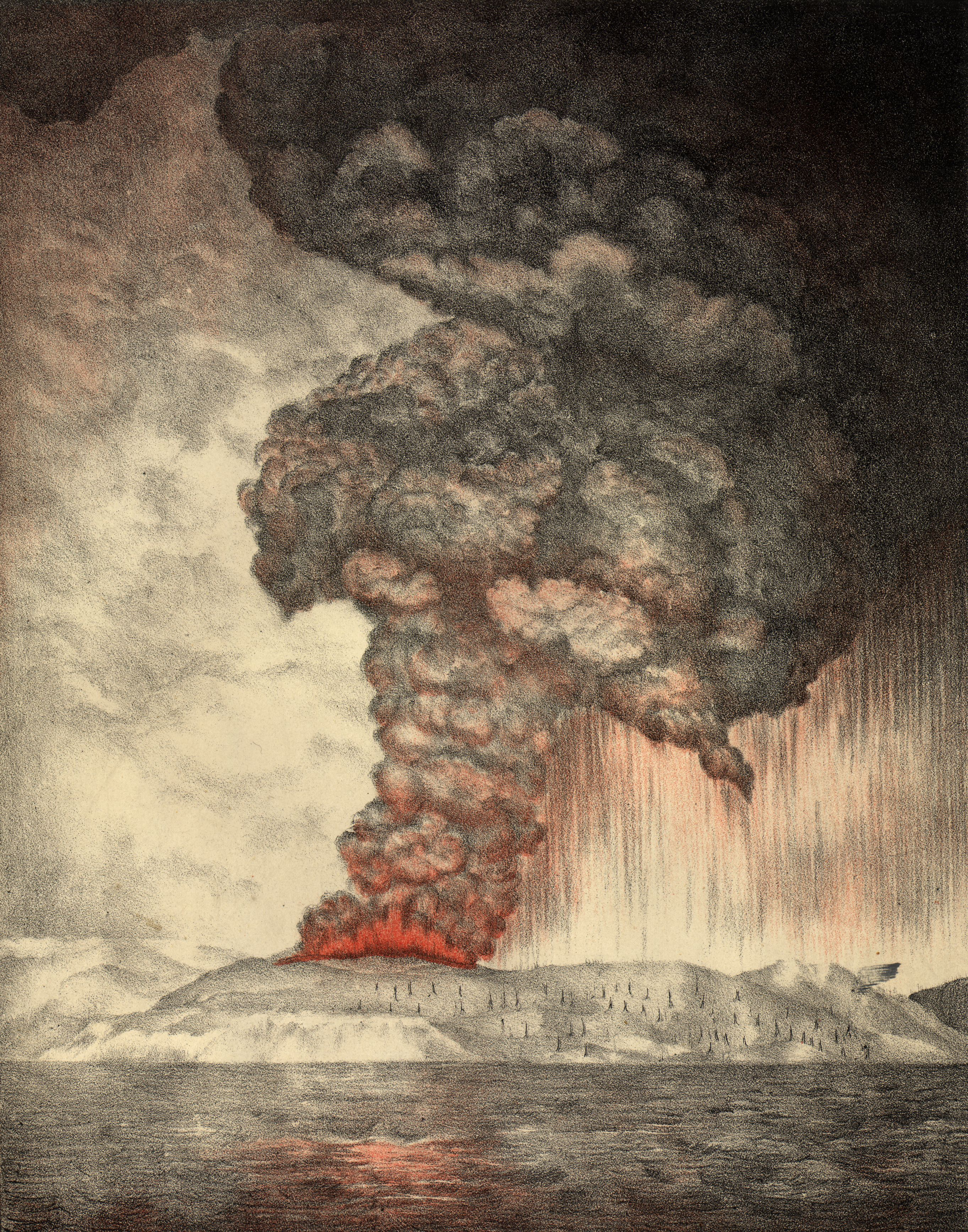
L'erupció del Krakatau de 1883 s'especula que és una de les causes del canvi climàtic a l'univers alternatiu de Frostpunk.

### The Refugees
El tercer episodi, els refugiats en català, consisteix a liderar un grup de refugiats que s'han apropiat d'un generador reservat per als burgesos. La gent inicialment intentava que la ciutat fos un lloc on tothom fos igual, però més endavant els habitants es dividiran en dos grups socials. Al mateix temps, s'hauran de gestionar les arribades constants de refugiats buscant un lloc on establir-se i s'haurà de decidir si acceptar-los o no.

### The Fall of Winterhome
La caiguda de Winterhome és un DLC gratuït que es va publicar el 19 de setembre del 2018. Aquest escenari aprofundeix en la història de Winterhome, la ciutat que es troba durant la història principal. A causa de la gestió ineficient d'un líder negligent, els recursos de la ciutat es van esgotar i van esclatar avalots. Centenars es van morir durant els enfrontaments, però també a causa del fred i la gana. El jugador s'haurà d'encarregar de restablir l'ordre i reconstruir el que queda de la ciutat.

## Desenvolupament
El desenvolupament del joc es va anunciar l'agost del 2016, amb una data de llançament prevista pel 2017 però que s'acabaria retardant fins al 2018. Eventualment, la data final de llançament, el 24 d'abril del 2018, es va anunciar el 9 de març d'aquell mateix any. L'èxit de vendes i crítica va fer que l'estudi 11 bit studios decidís continuar el desenvolupament de Frostpunk amb el llançament de més contingut descarregable gratuït. Durant el 2018 es van publicar nous modes de joc, un nou escenari i sistemes de personalitzar les ciutats entre d'altres. El 13 de febrer del 2019 es va publicar un mode per fer fotografies de les ciutats i també es va llançar el videojoc per al sistema operatiu macOS.